# Maribel y la extraña familia
Maribel y la extraña familia es una obra de teatro, escrita por Miguel Mihura y estrenada el 29 de septiembre de 1959 en Madrid.
Maribel es una prostituta que, por circunstancias de la vida, conoce a Marcelino, un joven ingenuo y apocado que vive con su tía Paula y su madre Matilde. Marcelino, enamorado de Maribel, la recoge en su casa y la presenta a su tía y a su madre, que la acogen sin reservas, inconscientes, en su profunda inocencia, de la verdadera profesión de la joven.  

## Personajes
- Maribel
- Marcelino
- Doña Matilde
- Doña Paula
- Pepe El Chocolatero
- Niní
- Pili
- Rufi
- Don Israel Pérez Morón
- Doña Vicenta

## Representaciones destacadas
- Teatro (Estreno, 1959). Intérpretes: Paco Muñoz (Marcelino), Maritza Caballero (Maribel), María Bassó (Doña Matilde), Julia Caba Alba (Doña Paula), María Luisa Ponte (Niní), Irene Gutiérrez Caba (Pili), Laly Soldevila (Rufi), Rafael Calvo.
- Cine.[1][2]—(1960). Título: Maribel y la extraña familia. Dirección: José María Forqué. Intérpretes: Adolfo Marsillach (Marcelino), Silvia Pinal (Maribel), Julia Caba Alba (Doña Paula), Guadalupe Muñoz Sampedro (Doña Matilde), Trini Alonso (Rufi), Gracita Morales (Niní), Carmen Lozano (Pili), José Orjas, Encarna Paso, Alicia Hermida, Pilar Muñoz.
- Teatro (1978). Intérpretes: Ricardo Merino (Marcelino), Elena María Tejeiro (Maribel), María Isabel Pallarés, Aurora Redondo, Elisenda Ribas, Araceli Conde, Inmacaulada Sanz.
- Televisión, en el espacio Estudio 1, de Televisión española, 16 de marzo de 1980. Intérpretes: Jaime Blanch (Marcelino), Charo López (Maribel), Fedra Lorente, Julia Trujillo, Jesús Enguita.
- Teatro (1989): Intérpretes: Iñaki Miramón (Marcelino), Magüi Mira (Maribel), Aurora Redondo, Mari Carmen Prendes, Anabel Alonso, Pilar Bardem, Paloma Paso Jardiel.
- Cine (2002). Título: Cásate conmigo, Maribel. Dirección: Ángel Blasco. Intérpretes: Carlos Hipólito (Marcelino), Natalia Dicenta (Maribel), María Isbert (Doña Paula), Mª Ángeles Acevedo (Dª Matilde), Nathalie Seseña (Pili), Mireia Ros (Rufi), Malena Alterio (Nini)
- Teatro (2005). Intérpretes: Andoni Ferreño ('Marcelino), Amparo Saizar (Maribel), Ester Bellver, Raquel Grijalba Chus Herranz, Milagros Ponti y Selica Torcal.
- Teatro (2013). Dirección: Gerardo Vera. Intérpretes: Markos Marín (Marcelino), Lucía Quintana (Maribel), Alicia Hermida (Doña Paula), Sonsoles Benedicto (Doña Matilde), Elisabeth Gelabert (Rufi), Chiqui Fernández (Pili), Macarena Sanz (Niní), Javier Lara (doctor y artista del «Salón Oasis»), Abel Vitón (Don José y un invitado).